# Fiorenzo Facchini
Pour les articles homonymes, voir Facchini.
Fiorenzo Facchini (né le 9 novembre 1929 à Porretta Terme, Bologne) est un anthropologue et paléoanthropologue italien.

## Biographie
Fiorenzo Facchini est professeur émérite d'anthropologie et directeur du Musée d'anthropologie de l'Université de Bologne. Après son ordination, Facchini a également été actif en tant que vicaire épiscopal de l'Église catholique dans l'archidiocèse de Bologne.
Facchini est membre de l’Académie des sciences de Bologne. Spécialiste en paléoanthropologie, il a publié plus d’une trentaine d’ouvrages sur le sujet, traduits dans plusieurs langues.

## Œuvres
- Il cammino dell'evoluzione umana, Jaca Book, Milano, 1985 (II ed. 1994).
- Antropologia (Evoluzione, Uomo, Ambiente), Utet, Torino, 1988 (II ed. 1995).
- L'Uomo. Introduzione alla Paleoantropologia (avec une préface de Yves Coppens), Jaca Book, Milano, 1991.
- La religiosità nella preistoria (avec B. Vandermeersch, J. Kozlowsky, M. Gimbutas), Jaca Book, Milano, 1991.
- Premesse per una Paleoantropologia culturale, Jaca Book, Milano, 1992.
- Paleoantropologia e Preistoria. Dizionario enciclopedico (avec A. Beltran et A. Broglio), Jaca Book, Milano, 1993.
- Evoluzione umana e cultura, Ed. La Scuola, Brescia, 1999.
- Miti e riti della preistoria (avec P. Magnani), Jaca Book, Milano, 2000.
- Origini dell'uomo ed evoluzione culturale. Profili scientifici, filosofici, religiosi, Jaca Book, Milano, 2002.
- Un ambiente per l'uomo, Edizioni Dehoniane, Bologna, 2005.
- E l'uomo venne sulla terra, Ed. S. Paolo, Cinisello Balsamo, 2005.
- Le origini dell'uomo e l'evoluzione culturale, Jaca Book, Milano, 2006.
- L'avventura dell'uomo, Ed. S.Paolo, Cinisello Balsamo, 2006.
- Le sfide dell'evoluzione. In armonia tra scienza e fede, Jaca Book, Milano, 2008.
- Popoli della Yurta. Kazakhstan tra le origini e la modernità (a cura di), Jaca Book, Milano, 2008.
- La lunga storia di Neandertal, Jaca Book, Milano, 2009.
- "Complessità, Evoluzione, Uomo" Jaka Book, Milano, 2011
- "Evoluzione. Cinque questioni nell'attuale dibattito." Jaka Book, Milano, 2012